# L'Élu (film)
Pour les articles homonymes, voir L'Élu.
Pour plus de détails, voir Fiche technique et Distribution.
L'Élu (titre original : The Chosen) est un film américain réalisé par Jeremy Kagan, d'après le roman éponyme de Chaïm Potok, présenté au Festival des films du monde de Montréal en août 1981 et sorti en salles aux États-Unis en 1982.

## Synopsis
En 1944, à New York, deux jeunes juifs font connaissance lors d'une partie de baseball où l'un blesse l'autre en lui envoyant la balle dans la figure. Reuven, peu religieux et dont le père milite pour la reconnaissance d'un État juif en Palestine, et Dany, issu d'un groupe religieux rigoriste, finissent par devenir amis malgré leurs différences. Reuven se fait accepter dans la famille de Dany mais doit cacher les positions politiques de son père. La fin de la guerre en Europe et les troubles en Palestine vont interférer dans leur vie qui va en être bouleversée.

## Fiche technique
- Titre original : The Chosen
- Titre français : L'Élu
- Réalisation : Jeremy Kagan
- Scénario : Edwin Gordon d'après le roman de Chaïm Potok
- Photographie : Arthur J. Ornitz
- Musique : Elmer Bernstein
- Costumes : Ruth Morley
- Producteurs : Jonathan Bernstein, Steven Douglas Brown, Edie Landau et Ely A. Landau
- Société de production : Chosen Film Company
- Société de distribution : 20th Century Fox
- Pays d'origine :  États-Unis
- Format : Couleurs — 35 mm — 1,85:1 — Son : Mono
- Genre : Film dramatique
- Durée : 108 minutes
- Dates de sortie : 
  -  Canada : août 1981 (Festival des films du monde de Montréal)
  -  États-Unis : 30 avril 1982
  -  Australie : 29 juillet 1982

## Distribution
- Maximilian Schell : Professeur David Malter
- Rod Steiger : Reb Saunders
- Robby Benson : Danny Saunders
- Barry Miller : Reuven Malter
- Hildy Brooks : Mrs. Saunders
- Kaethe Fine : Shaindel Saunders
- Ron Rifkin : Baseball coach
- Robert John Burke : Levi Saunders
- Evan Handler : Goldberg
- John Pankow : Bully
- Chaïm Potok : Professeur de Talmud
- Ed Herlihy : Newsreel Announcer